# Pleurobema rubellum
Pleurobema rubellum är en musselart som först beskrevs av Conrad 1834.  Pleurobema rubellum ingår i släktet Pleurobema och familjen målarmusslor. IUCN kategoriserar arten globalt som akut hotad. Inga underarter finns listade i Catalogue of Life.